# Варламов, Александр Владимирович
Алекса́ндр Влади́мирович Варла́мов (6 [19] июня 1904, Симбирск — 20 августа 1990, Москва) — советский композитор, аранжировщик, певец, дирижёр, педагог, руководитель одного из лучших советских джаз-оркестров. Заслуженный деятель искусств РСФСР (1979), автор более 400 музыкальных произведений.

## Биография
Александр Владимирович Варламов родился 19 июня 1904 в Симбирске, в семье коллежского, затем статского советника, члена Симбирского окружного суда.
До сентября 1918 года жил в Симбирске, учился во второй мужской гимназии. В 1912 году в Симбирске были опубликованы его первые музыкальные произведения — пьеса «Грусть» и вальс «Вечерок».
В 1922 году поступил в ГИТИС (в одну мастерскую с Эрастом Павловичем Гариным и Николаем Павловичем Охлопковым). Однако вскоре уходит оттуда и поступает в Училище имени Гнесиных в класс Рейнгольда Морицевича Глиэра и Дмитрия Романовича Рогаль-Левицкого (сокурсник по классу композиции — Арам Хачатурян).
Как джазовый руководитель дебютировал в 1934 году. Внимание музыкальной общественности привлекло сотрудничество Варламова с негритянской певицей из США Целестиной Коол. Позже собрал первую в СССР группу из музыкантов-импровизаторов («Семёрка»). Осенью 1938 года создал джаз-оркестр Всесоюзного радиокомитета, с которым работал до сентября 1939 года, успев принять участие в первой отечественной телепередаче.
В 1939—1940 годах руководил джаз-оркестром МВТУ имени Н. Баумана. С лета 1940-го до лета 1941 года — главный дирижёр Государственного джаз-оркестра СССР. В начале войны Госджаз СССР был преобразован в Образцово-показательный джаз-оркестр Наркомата обороны и почти в полном составе выехал на фронт, где большинство оркестрантов погибло. Оставшийся в Москве Варламов возглавил симфоджаз при Всесоюзной студии эстрадного искусства («Мелоди-оркестр», солистка — Дебора Пантофель-Нечецкая) и готовил программу к выступлениям перед американскими моряками в северных портах — Мурманске, Архангельске.
В январе 1943 года арестован по навету, решением Особого совещания был приговорён к восьми годам лишения свободы, срок отбывал в Ивдельлаге на Северном Урале, где до 1948 года руководил агитбригадой и джаз-оркестром. После освобождения в 1951 году жил в Казахстане. Работал преподавателем в Караганде. После реабилитации в 1956 году вернулся в Москву, писал музыку для эстрадных оркестров, кинофильмов и телевизионных постановок, осуществил ряд записей собственных композиций с симфоджазовым составом.
В последние годы жизни жил на ул. Лескова, д. 10 б, в Московском районе Бибирево.
Умер 20 августа 1990 года в Москве. Похоронен на Домодедовском кладбище.

## Творчество

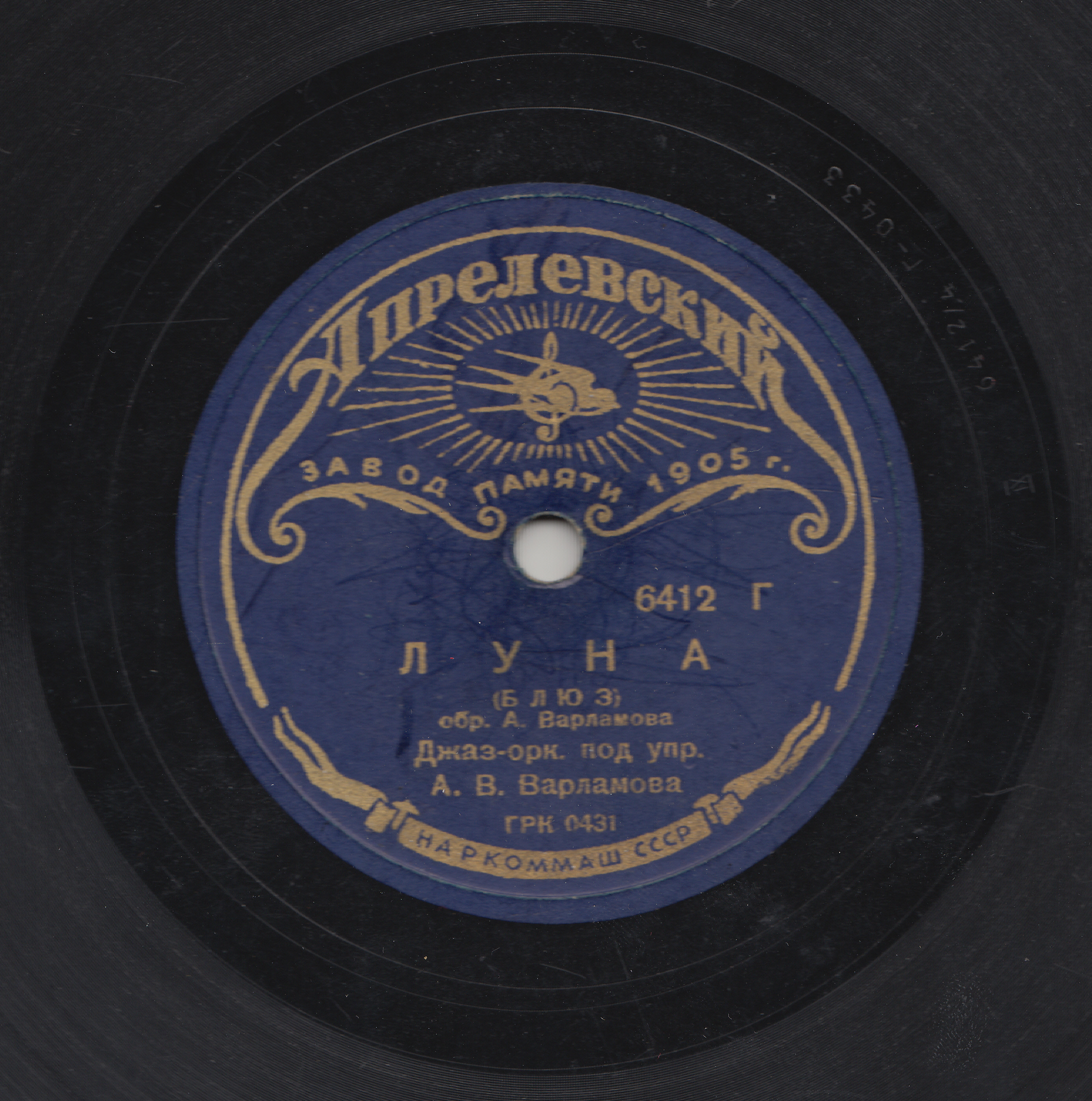
Грампластинка с записью блюза «Луна». 1938 г.

Алексей Баташев, авторитетный современный историк джазового искусства, в 1990-е годы писал:

Спросите любого нашего джазмена старшего поколения — а среди них немало знаменитых — почти каждый скажет: его увлечение джазом началось с Варламова

Александр Варламов отмечал, что для него очень важен был «поворот от примитивной мелодики к настоящему свинговому стилю». Он одним из первых в Советском Союзе стал уделять повышенное внимание оркестровке и культуре исполнения. Открывал таланты, привлекал к работе наиболее ищущих музыкантов своего времени: Александра Васильева, Николая Шмелёва, Александра Ривчуна (саксофон), Виктора Быкова, Михаила Ветрова, Петра Борискина (труба), Михаила Петренко (фортепиано), Олега Хведкевича, Лаци Олаха (ударные); Семёна Чанышева (контрабас), Теодора Ходорковского, А. Арского (аранжировка и инструментовка).
Получили большую популярность такие композиции в исполнении оркестра Александра Варламова, как «Весёлый час», «Ранний час», «Сон», «Пой мне о любви, дорогая», «Жёлтая роза», «Свит Су» (в оригинале «Sweet Sue, Just You»), «Дикси-ли» («Dixie Lee»).
Александр Варламов автор таких инструментальных пьес и вокальных произведений, как «Романтическая рапсодия», «Ты поверь, ты пойми», «Край мой любимый», «Пой мне», «Уходит вечер». Александр Варламов также переводил зарубежные песни на русский язык и сам исполнял их. Его голос звучит в популярнейшей песенке «На карнавале» Харри Уоррена (англ. (Harry Warren) (в оригинале «She Is a Latin from Manhattan»), в балладе «Луна» Ричарда Роджерса (в оригинале «Blue Moon») и слоу-фоксе «Счастьем жизнь полна» Джина Шварца (англ. Jean Schwartz) (в оригинале «Trouble In Paradise»).
Александру Варламову принадлежит аранжировка итальянской баркаролы, которую исполняла Аделина Патти. В 1920-х годах квартет театра-кабаре «Летучая мышь» Никиты Балиева и оркестра театра «Водевиль» записали на студии «Columbia Graphophone Company» пластинку с композицией «The Russian Barcarole».
Будучи одним из немногих тогда советских композиторов, аранжировщиков и дирижёров, осваивавших свинговую манеру игры и письма, в числе первых в стране стал исполнять музыку в стиле свинг, дав интересные образцы нового стиля. Среди них выделяются записи американских пьес «Игра на пальцах» Ричарда Роджерса, «Я всегда с вами» (в оригинале «Is It True What They Say About Dixie?») Джеральда Маркса (на варламовском треке ошибочно указан Хендерсон), «Счастливая дорога» (в оригинале «I’m Living in a Great Big Way») Джимми МакХью, джазовая версия «Лирической песенки» Юрия Милютина «Все стало вокруг голубым и зелёным» из к/ф «Сердца четырёх» с вокалом Веры Красовицкой.
Начиная с 1930-х годов, Александр Варламов писал музыку для игрового и анимационного кино. Его музыка звучит в фильмах «Степан Разин», «Парень из тайги», «Доктор Айболит», «Одна строка», в мультфильмах «Квартет», «Кентервильское привидение», «Лиса и бобёр», «Первая скрипка», «Дикие лебеди», «Кот в сапогах», «Тараканище», «Ровно в три пятнадцать», «Шайбу! Шайбу!», «Приключения красных галстуков», «Капризная принцесса», «Чудесница» и др.
В 1960—1970-е годы Варламов сочинил ряд композиций для биг-бэнда. В 1986 году он написал «Концерт для трубы с оркестром» и посвятил его городу Ульяновску.
Александр Варламов тщательно работал над совершенствованием исполнительской техники и ансамблевой игры, что привело к заметному росту профессионализма в советском джазе и оказало существенное влияние на развитие джазовой музыки в СССР.

## Фильмография

### Художественные фильмы
- 1933 — Одна радость
- 1938 — Доктор Айболит
- 1939 — Степан Разин
- 1941 — Парень из тайги
- 1959 — В нашем городе
- 1960 — Одна строка
- 1983 — Я возвращаю Ваш портрет

### Мультипликационные фильмы
- 1935 — Квартет
- 1936 — Лиса-строитель
- 1937 — Волшебная флейта
- 1937 — Любимец публики
- 1937 — Привет героям!
- 1938 — Охотник Фёдор
- 1939 — Таёжные друзья
- 1940 — Любимые герои
- 1947 — Квартет
- 1956 — Маленький Шего
- 1957 — Привет друзьям!
- 1957 — Чудесница
- 1958 — Первая скрипка
- 1958 — Спортландия
- 1959 — Ровно в три пятнадцать…
- 1960 — Лиса, бобёр и другие
- 1960 — Мультипликационный Крокодил № 1
- 1961 — Большие неприятности
- 1961 — Впервые на арене
- 1961 — Мультипликационный Крокодил № 5
- 1962 — Дикие лебеди
- 1963 — Мы такие мастера
- 1963 — Три толстяка
- 1963 — Снежные дорожки
- 1963 — Тараканище
- 1963 — Проболтали (киножурнал «Фитиль» № 12)
- 1963 — Три поросёнка (киножурнал «Фитиль» № 14)
- 1964 — Шайбу! Шайбу!
- 1964 — Храбрый портняжка
- 1965 — Наргис
- 1965 — За час до свидания
- 1966 — Иван Иваныч заболел…
- 1966 — Про злую мачеху
- 1967 — Машинка времени
- 1967 — Раз, два — дружно!
- 1968 — Кот в сапогах
- 1968 — Матч-реванш
- 1969 — Капризная принцесса
- 1969 — Фальшивая нота
- 1970 — Кентервильское привидение
- 1970 — Метеор на ринге
- 1971 — Огонь
- 1971 — Приключения красных галстуков
- 1974 — Сами виноваты
- 1988 — Марафон
- 2002 — Красные ворота Расёмон (использованная музыка)